# Barbara Niedernhuber
Barbara Niedernhuber est une lugeuse allemande née le 6 juin 1974 à Berchtesgaden.

## Palmarès

### Jeux olympiques
- Médaille d'argent en luge simple aux Jeux olympiques d'hiver de 1998 à Nagano.
- Médaille d'argent en luge simple aux Jeux olympiques d'hiver de 2002 à Salt Lake City.

### Championnat du monde
- Médaille d'argent  en luge simple en 1999 à Königssee.
- Médaille d'argent en luge simple en 2000 à St. Moritz.
- Médaille de bronze en luge simple en 2001 à Calgary.
- Médaille de bronze en luge simple en 2003 à Sigulda.
- Médaille d'argent  en luge simple en 2004 à Nagano.
- Médaille d'or en luge double en 2004 à Nagano.
- Médaille d'argent en luge simple en 2005 à Park City.

### Coupe du monde
- 1 gros globe de cristal en individuel : 2005.
- 37 podiums individuels : 
  - en simple : 5 victoires, 11 deuxièmes places et 21 troisièmes places.
- 1 podiums en relais : 1 victoire.

### Championnats d'Europe
- médaille de bronze du simple en 2000, 2002 et 2006.